# Andrzej Towiański
Andrzej Tomasz Towiański (ur. 1 stycznia 1799 w Antoszwińciach, zm. 13 maja 1878 w Zurychu) – polski ziemianin, filozof i przywódca religijny, mesjanista. Charyzmatyczny przywódca towiańczyków, organizacji zwanej też Kołem Sprawy Bożej.

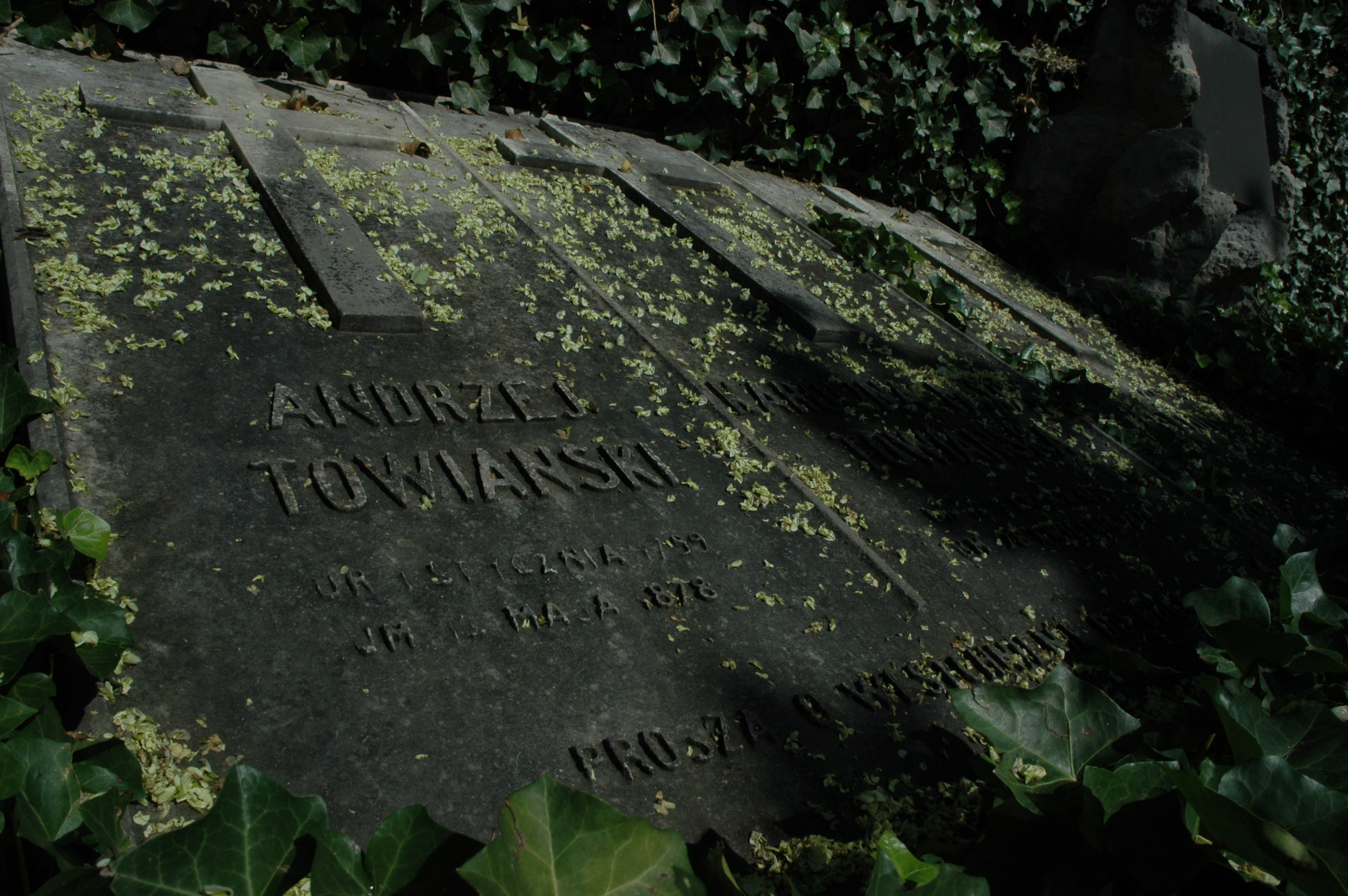
Grobowiec Andrzeja Towiańskiego i jego żony Karoliny Towiańskiej na cmentarzu Sihlfeld w Zurychu

## Życiorys
Pochodził z Wileńszczyzny. Był synem Jakuba Towiańskiego herbu Gierałt i Izabelli z domu Pomarnackiej. Studiował prawo na Cesarskim Uniwersytecie Wileńskim, był asesorem Sądu Głównego w Wilnie. 11 maja 1828 w tamtejszym kościele oo. Bernardynów doznał objawienia religijnego. Utwierdziło go to w przekonaniu, które towarzyszyło mu od dziecka, że walką z bronią w ręku, wynikającą z nienawiści do drugiego człowieka, nie da się zmienić rzeczywistości na lepszą.
W 1830 roku ożenił się z Karoliną Maksówną. W 1837 objął po śmierci ojca majątek w Antoszwińciach. W roku 1840 zostawił rodzinny majątek i rodzinę (w tym piątkę dzieci) i udał się do Paryża, gdzie po klęsce powstania listopadowego przebywała polska elita kulturalna. Zgromadził wokół siebie uczniów spośród emigrantów, m.in. Adama Mickiewicza, Juliusza Słowackiego, Seweryna Goszczyńskiego, Karola Balińskiego, Hieronima Napoleona Bońkowskiego, malarza Walentego Wańkowicza czy fotografa Michała Szweycera.
W 1842 został usunięty z Francji pod zarzutem szpiegostwa na rzecz Rosji. Osiadł na stałe w Zurychu, gdzie do końca życia prowadził swoją działalność. Dwukrotnie udawał się do papieża, aby przekonać go do rewolucji chrześcijańskiej, tj. wprowadzenia zasad ewangelicznych w stosunki międzynarodowe. Niewpuszczony przed oblicze papieskie, pisał listy do Grzegorza XVI i Piusa IX, na które nie otrzymał odpowiedzi.
Został pochowany na cmentarzu Sihlfeld w dzielnicy Wiedikon w Zurychu. Podczas pogrzebu tamtejszy proboszcz ksiądz Lochbrunner "powiedział bardzo wzniosłe słowa nad jego trumną", a H. Bońkowski wyraził nadzieję, że po odzyskaniu niepodległości Polacy przeniosą "te święte zwłoki" do ziemi ojczystej.
Jego żoną była Karolina z domu Max (1805-1878), a ich córką Aleksandra, po mężu Czarnowska (1832-1886), matka inż. Stanisława Czarnowskiego (1864-1926).

## Istota towianizmu
Idee Towiańskiego były połączeniem mistycyzmu z konkretnymi ideami politycznymi, odnoszącymi się bezpośrednio do sytuacji w Europie, do losu Polski i Polaków. Towianizm głosił potrzebę autentycznego naśladowania Chrystusa, widzenia bliźniego nawet we wrogu politycznym. Dlatego Towiański był oskarżany o brak patriotyzmu, a nawet szpiegostwo.
Jego zdaniem świat jest zespołem rozwijających się moralnie, nieśmiertelnych duchów, uszeregowanych w "kolumny", jasne i ciemne (reprezentujące dobro i zło), działających poprzez ludzi. Wszystko zmierza ku doskonałości, choć – jak podkreślał – droga ta jest pełna trudów i wyrzeczeń. Uważał, że Bóg chce, aby wszyscy zostali zbawieni, jednak szanuje ludzką wolę. Upomina świat przez swoich wysłanników, z których pierwszym i najważniejszym był Jezus Chrystus.
Towiańczycy szczególnym kultem obdarzali Napoleona, ponieważ według nich rozpoczął on demokratyzację świata. Sprzeniewierzył się jednak swej misji, stąd też uważali, że muszą ją kontynuować. Jednym z podstawowych założeń towianizmu było przekonanie, że w proces historyczny włączone są posłannictwa poszczególnych narodów, ze szczególnym uwzględnieniem Polaków, Francuzów i Żydów.
W nauce Towiańskiego można dostrzec idee ekumeniczne, rozwinięte później przez Władimira Sołowjowa, w których można dopatrzyć się analogii do idei głoszonych przez Jana Pawła II. Towiański jako pierwszy nazwał naród żydowski "starszymi braćmi". Określenie to utrwalił Mickiewicz w "Składzie zasad", skąd – jak twierdzą niektórzy – zaczerpnął je i spopularyzował polski papież.
Towiański odrzucał instytucję Kościoła w jej XIX-wiecznym kształcie. Domagał się kościoła wewnętrznego, duchowego. Dla patriotów polskich najbardziej kontrowersyjne były jego idee prymatu Sprawy Bożej nad sprawą niepodległości Narodu.

## Upamiętnienie

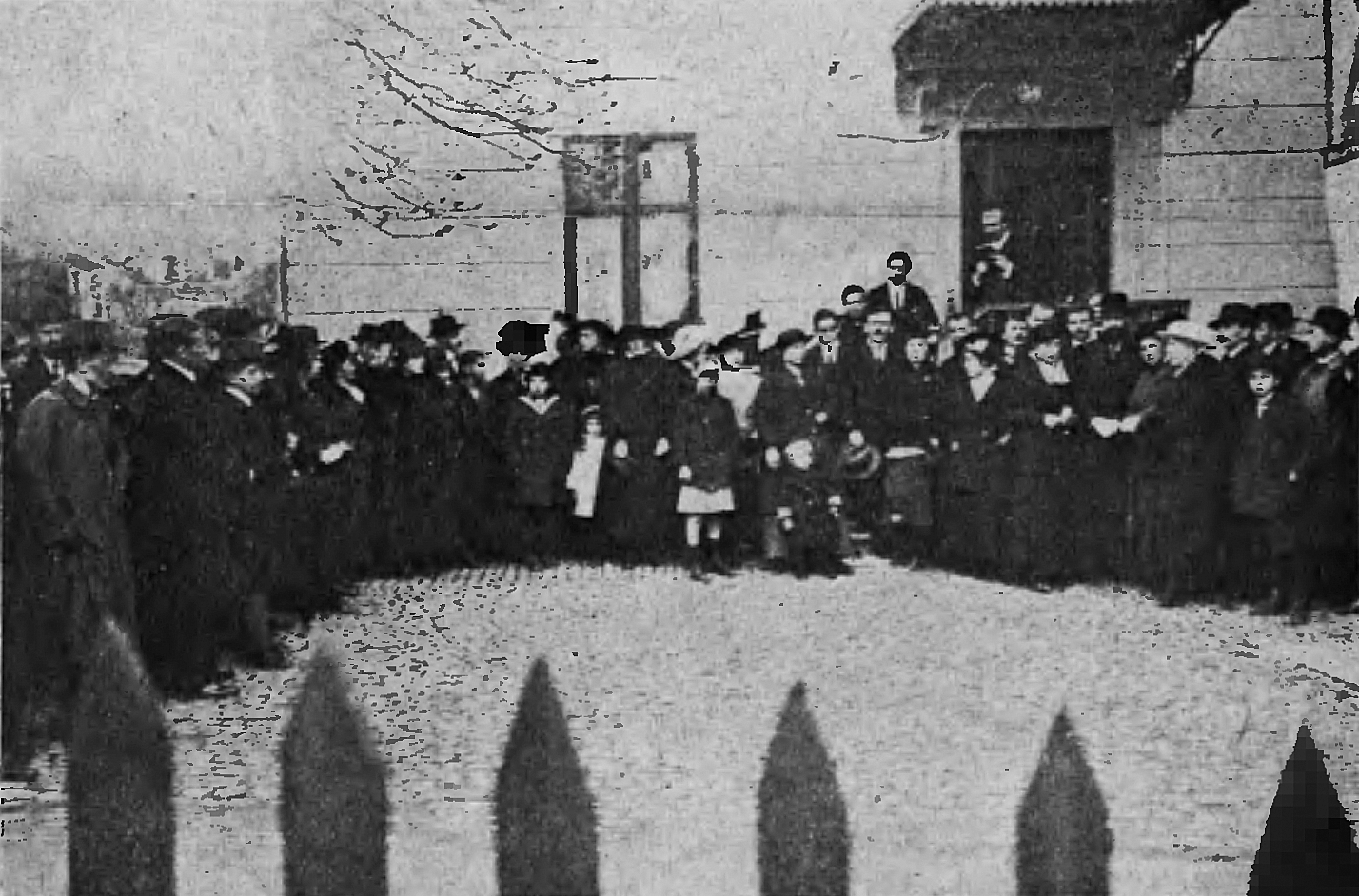
Odsłonięcie tablicy w Zurychu (1916)

26 marca 1915 została odsłonięta ufundowana przez Polaków tablica upamiętniająca Andrzeja Towiańskiego w Zurychu przy Mainaustrasse 56.